# 唐震
唐震，明朝政治人物、進士。
洪武十七年，福建甲子乡试中舉。洪武二十一年，其中戊辰科一甲第二名進士（榜眼），授翰林院編修。洪武二十五年，死於泗州。朱元璋命禮部派人趕往祭祀，并還喪於京師（今南京）。